# Батеке (плато)
Батеке е плато в Габон, разположено в близост до югоизточната граница с Конго. Височината е между 550 и 830 метра и са богати на манганова руда.
Няколко реки извират от областта, в това число река Ниари, която се влива в Конго, река Огоуе, Мпаса, Нджуму, и Лекаби.